# De Wal
De Wal, ook De Wal d'Anthisne was een Zuid-Nederlandse adellijke familie.

## Geschiedenis
Leden van de familie De Wal komen voor als leden van de 'Tweede stand' in de provincies Luxemburg (einde XVIe E), Limburg (XVIIe E) en Luik (XVIIIe E).
De genealogie onder het ancien régime is als volgt:
- Philippe de Wal, lid Tweede stand Luxemburg, x Marguerite d'Anthinne († 1627), xx Jeanne de Maillen.
  - Mathieu de Wal (1614-1685), x Marie de Crisgnée († 1703), erfgename van het burggraafschap Anthinne.
    - Conrad de Wal, heer van Anthinne, x barones Eva de Beck.
      - Eugène de Wal, lid Tweede stand Limburg, x gravin Marie d'Aspremont Lynden.
        - Joseph Alexandre de Wal († 1807), lid Tweede stand ('état noble') van het Land van Luik en het graafschap Loon, heer van het burggraafschap Antinne, heer van Tavier, Tassigny, Sapogne, grootbaljuw en drossaard van Herstal, x Marie de Haultepenne (1749-1833).
          - Eugène de Wal d'Anthisne (zie hierna).

  - Valérien de Wal (1629-1682), x Jeanne de Celles († 1708), vrouwe van Baronville.
    - Philippe de Wal (1661-1719), heer van Baronville, x Barbe de Maillen (1668-1755).
      - Jacques de Wal (1709-1779), x Jeanne de Jacquier de Rosée.
        - Henri de Wal (zie hierna).

## Eugène de Wal d'Anthisne
Eugène Joseph Jean-Népomucène de Wal d'Anthisne (Luik, 22 december 1787 - Brussel, 7 april 1845) werd in 1816, onder het Verenigd Koninkrijk der Nederlanden, erkend in de erfelijke adel met de titel baron, overdraagbaar op alle afstammelingen, en benoemd in de Ridderschap van de provincie Zuid-Brabant. Hij werd lid van de Provinciale Staten van Zuid-Brabant en burgemeester van Bousval. In 1809 trouwde hij met Elisabeth de Sécus (1789-1832), dochter van François de Sécus, lid van het Nationaal Congres en senator.
Hun zoon, Guillaume de Wal (1811-1820) stierf als kind. Hun dochter, Philippine de Wal (1810-1853), trouwde met baron Léon van der Linden d'Hooghvorst (1812-1891), zoon van Emmanuel van der Linden d'Hooghvorst, lid van het Voorlopig Bewind in 1830.

## Henri de Wal
Henri Auguste Joseph de Wal (Baronville, 28 januari 1758 - 14 december 1829) werd in 1816, ten tijde van het Verenigd Koninkrijk der Nederlanden, erkend in de erfelijke adel met de titel baron, overdraagbaar op alle afstammelingen, en benoemd in de Ridderschap van de provincie Namen. Hij was de laatste heer van Baronville, Ville, Trognée, Golart en Finnevaux. Hij werd lid van de Provinciale Staten van Namen. Hij trouwde in 1787 met Marie de Woelmont (1764-1848) en ze hadden acht kinderen.
Hij bewoonde in Baronville het kasteel van Waha, dat dateerde uit de zeventiende eeuw en dat hij zelf uitbreidde. In 1793 werd de eigendom grondig geplunderd, ondanks de revolutiegezinde eigenaar.
Hun zoon, Charles de Wal (1791-1872) trouwde met Eugénie de Stockhem (1797-1883). Ze hadden drie dochters.
Bij gebrek aan mannelijke opvolgers in beide familietakken, doofde de familie de Wal uit in 1906.